# Vierschanzentournee 2001/02
Die 50. Vierschanzentournee 2001/02 war Teil des Skisprung-Weltcups 2001/02. Das Springen in Oberstdorf fand am 30. Dezember statt, am 1. Januar das Springen in Garmisch-Partenkirchen und am 4. Januar das Springen in Innsbruck. Die Veranstaltung in Bischofshofen schließlich fand am 6. Januar statt.
Zum ersten Mal in der Geschichte der Vierschanzentournee gewann mit Sven Hannawald aus Deutschland ein Skispringer alle vier Wettbewerbe der Tournee.

## Teilnehmer
| Nation                 | Athleten |
| ---------------------- | --- |
| Deutschland            | Roland Audenrieth, Kai Bracht, Christof Duffner, Dirk Else, Leif Frey, Sven Hannawald, Alexander Herr, Stephan Hocke, Hansjörg Jäkle, Frank Löffler, Maximilian Mechler, Michael Möllinger, Michael Neumayer, Stefan Pieper, Jörg Ritzerfeld, Martin Schmitt, Georg Späth, Michael Uhrmann                                         |
| Österreich             | Markus Eigentler, Manuel Fettner, Andreas Goldberger, Gerhard Hofer, Martin Höllwarth, Thomas Hörl, Stefan Horngacher, Stefan Kaiser, Bastian Kaltenböck, Andreas Kofler, Martin Koch, Wolfgang Loitzl, Bernhard Metzler, Christian Nagiller, Balthasar Schneider, Reinhard Schwarzenberger, Stefan Thurnbichler, Andreas Widhölzl |
| Bulgarien              | Georgi Scharkow |
| Estland                | Jouko Hein, Jaan Juris |
| Finnland               | Janne Ahonen, Tami Kiuru, Jussi Hautamäki, Matti Hautamäki, Risto Jussilainen, Veli-Matti Lindström, Toni Nieminen, Janne Ylijärvi |
| Frankreich             | Nicolas Dessum, Rémi Santiago, Emmanuel Chedal |
| Georgien               | Kachaber Zakadse |
| Vereinigtes Königreich | Glynn Pedersen |
| Italien                | Roberto Cecon |
| Japan                  | Kazuyoshi Funaki, Masahiko Harada, Noriaki Kasai, Hideharu Miyahira, Yasuhiro Shibata, Teppei Takano, Hiroki Yamada, Kazuya Yoshioka |
| Kasachstan             | Stanislaw Filimonow, Pawel Gaiduk, Alexander Korobow, Maxim Polunin |
| Kirgisistan            | Dmitri Tschwykow |
| Niederlande            | Ingemar Mayr |
| Norwegen               | Anders Bardal, Olav Magne Dønnem, Tommy Ingebrigtsen, Roar Ljøkelsøy, Henning Stensrud |
| Polen                  | Adam Małysz, Robert Mateja, Tomasz Pochwała, Wojciech Skupień, Tomisław Tajner |
| Russland               | Alexander Below, Ildar Fatkullin, Anton Kalinitschenko, Waleri Kobelew |
| Schweden               | Kristoffer Jaafs, Johan Munters |
| Schweiz                | Simon Ammann, Sylvain Freiholz, Andreas Küttel, Marco Steinauer |
| Slowakei               | Martin Mesík, Dušan Oršula, Ján Zelenčík |
| Slowenien              | Damjan Fras, Robert Kranjec, Igor Medved, Primož Peterka, Blaž Vrhovnik, Peter Žonta |
| Südkorea               | Choi Heung-chul, Choi Seou, Kim Hyun-ki, Kang Chil-gu |
| Tschechien             | Michal Doležal, Jakub Janda, Jakub Jiroutek, Jan Matura, Jiri Parma, Jaroslav Sakala |
| Vereinigte Staaten     | Alan Alborn, Clint Jones |

## Oberstdorf

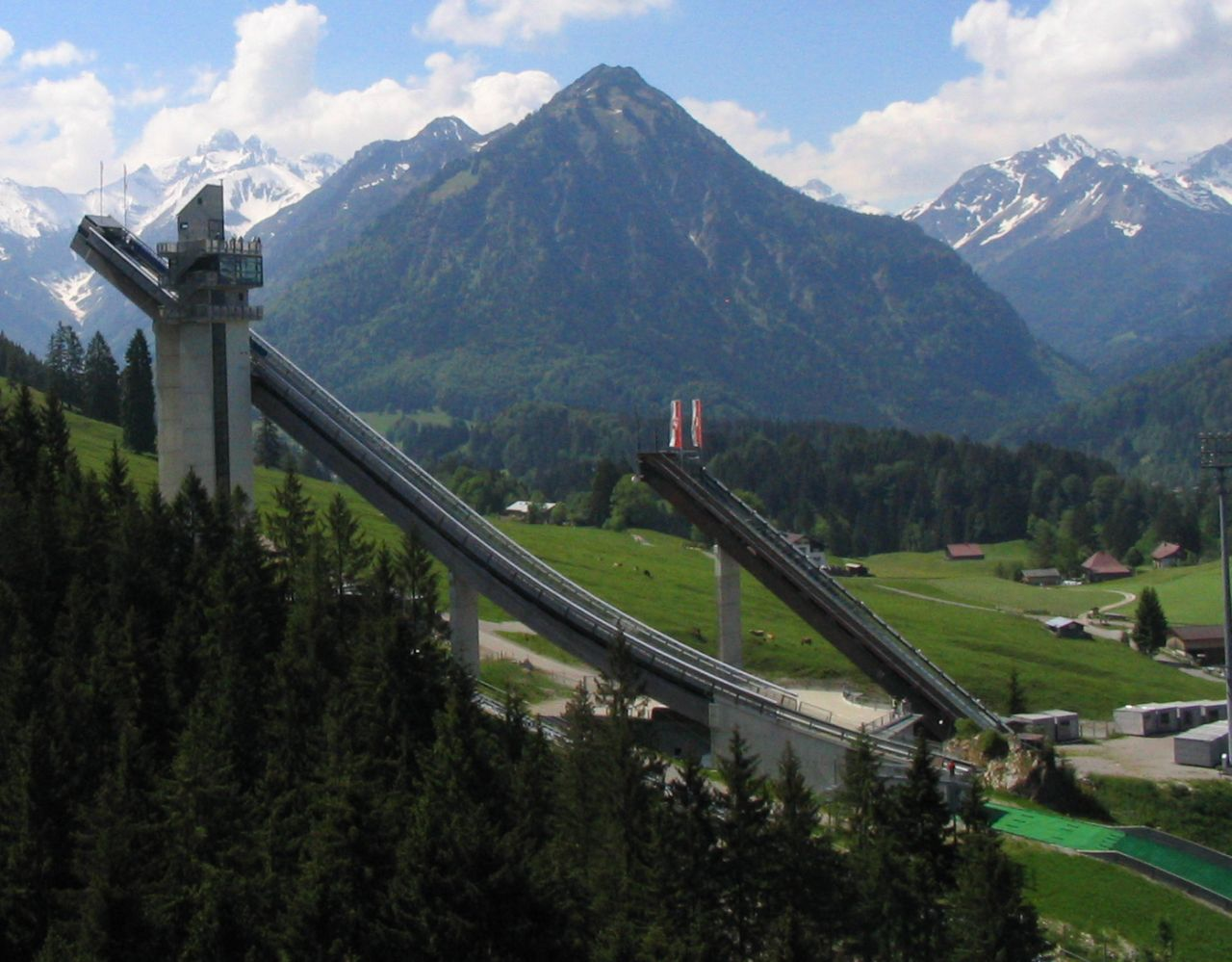
Die Schanze in Oberstdorf

- Datum: 30. Dezember 2001
- Land:  Deutschland

| Pos. | Springer           | Land        | 1. Sprung | 2. Sprung | Punkte |
| ---- | ------------------ | ----------- | --------- | --------- | ------ |
| 1    | Sven Hannawald     | Deutschland | 122,0     | 122,0     | 260,2  |
| 2    | Martin Höllwarth   | Österreich  | 115,0     | 129,0     | 252,2  |
| 3    | Simon Ammann       | Schweiz     | 119,0     | 120,0     | 248,7  |
| 4    | Matti Hautamäki    | Finnland    | 119,5     | 122,5     | 248,1  |
| 5    | Adam Małysz        | Polen       | 117,5     | 119,5     | 245,1  |
| 6    | Andreas Widhölzl   | Österreich  | 115,5     | 118,5     | 239,7  |
| 7    | Risto Jussilainen  | Finnland    | 115,5     | 120,5     | 239,3  |
| 8    | Ilja Rosljakow     | Russland    | 116,5     | 117,0     | 237,3  |
| 9    | Georg Späth        | Deutschland | 115,5     | 116,0     | 232,7  |
| 10   | Andreas Goldberger | Österreich  | 115,0     | 115,5     | 232,4  |

## Garmisch-Partenkirchen

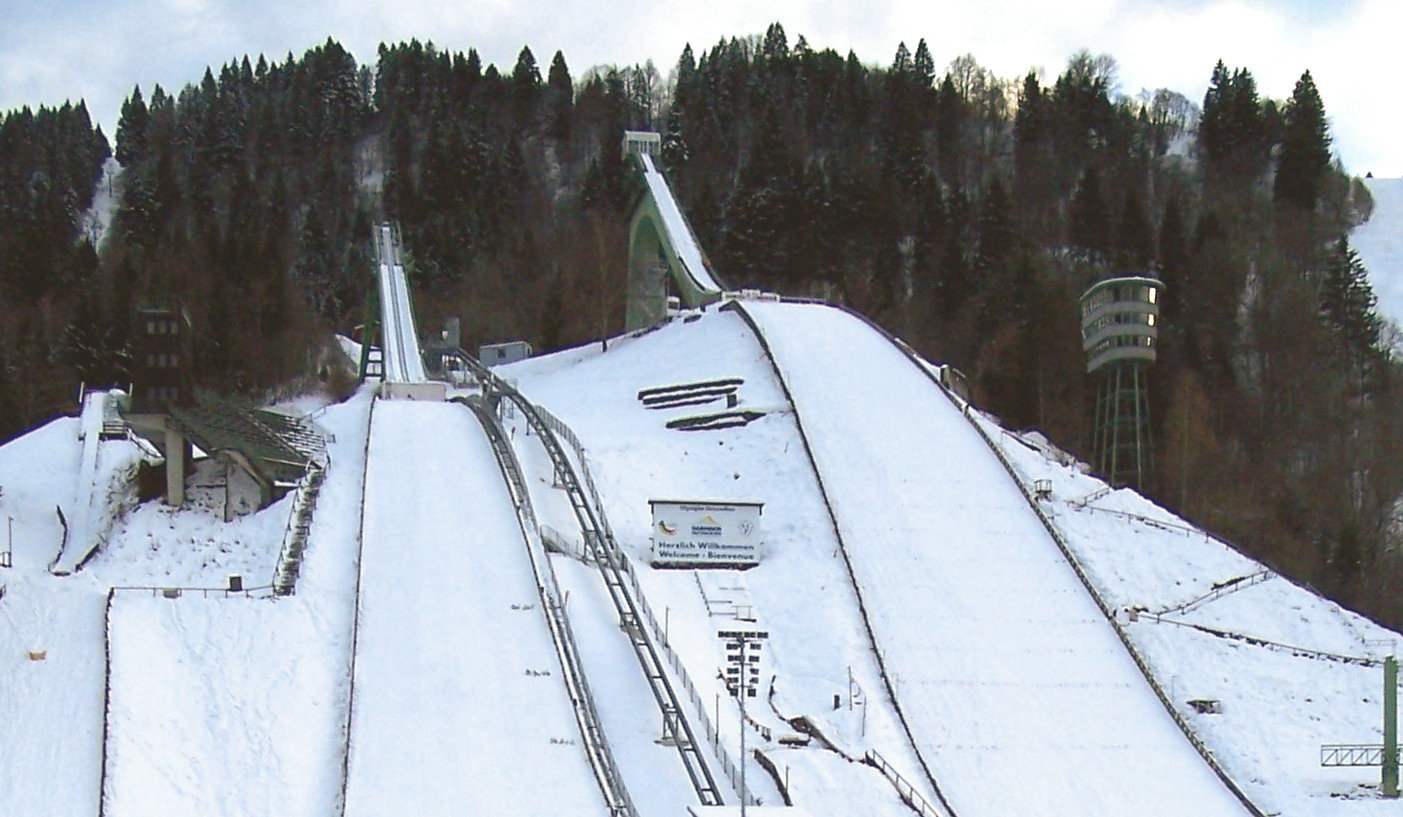
Die Schanze in Garmisch-Partenkirchen

- Datum: 1. Januar 2002
- Land:  Deutschland

| Pos. | Springer         | Land        | 1. Sprung | 2. Sprung | Punkte |
| ---- | ---------------- | ----------- | --------- | --------- | ------ |
| 1    | Sven Hannawald   | Deutschland | 122,5     | 125,0     | 264,5  |
| 2    | Andreas Widhölzl | Österreich  | 122,0     | 124,0     | 262,8  |
| 3    | Adam Małysz      | Polen       | 121,5     | 122,5     | 259,7  |
| 4    | Hiroki Yamada    | Japan       | 120,0     | 124,5     | 259,1  |
| 5    | Simon Ammann     | Schweiz     | 120,5     | 120,0     | 253,9  |
| 6    | Matti Hautamäki  | Finnland    | 116,5     | 123,5     | 252,0  |
| 7    | Martin Höllwarth | Österreich  | 117,5     | 121,0     | 245,3  |
| 8    | Martin Schmitt   | Deutschland | 116,0     | 120,0     | 234,3  |
| 8    | Waleri Kobelew   | Russland    | 121,0     | 120,0     | 234,3  |
| 10   | Martin Koch      | Österreich  | 120,5     | 117,0     | 241,5  |

## Innsbruck

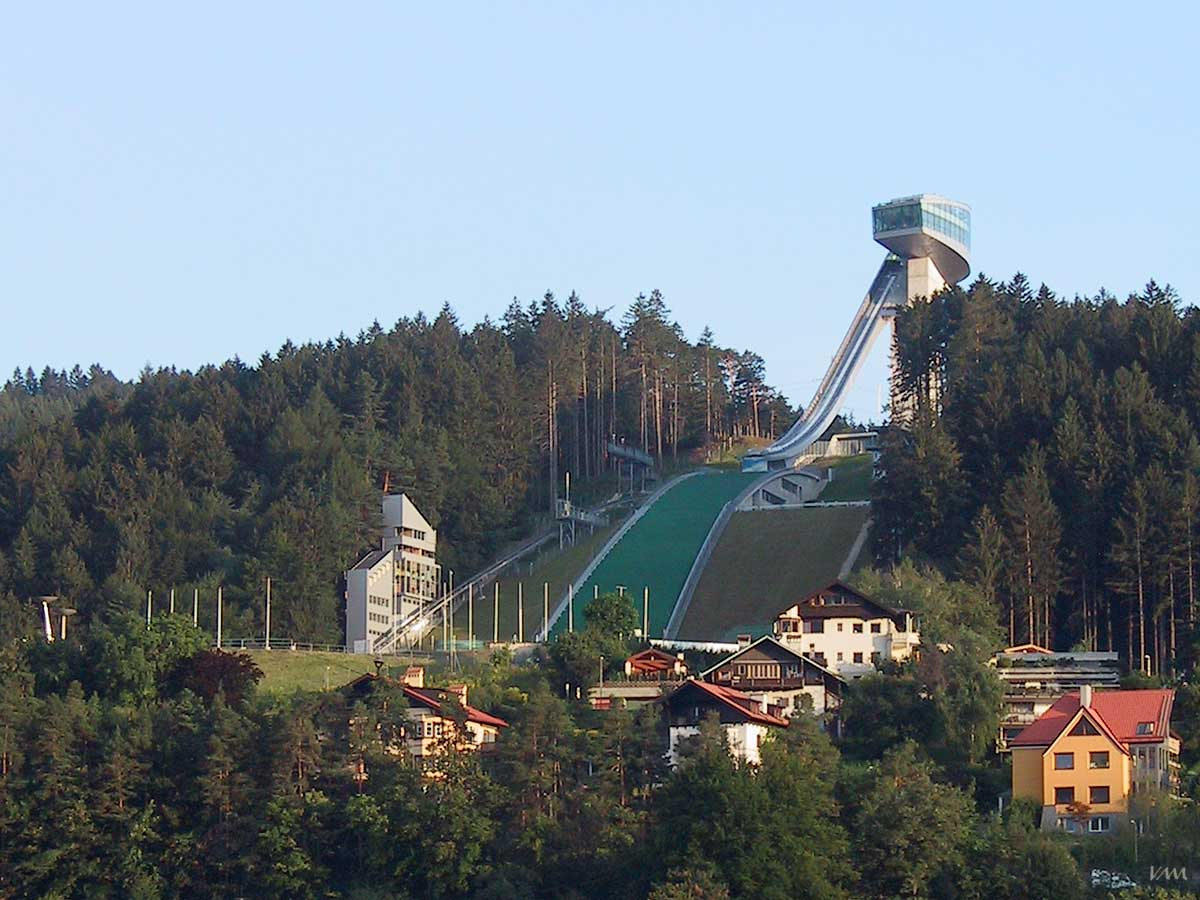
Die Schanze in Innsbruck

- Datum: 4. Januar 2002
- Land:  Österreich

| Pos. | Springer          | Land        | 1. Sprung | 2. Sprung | Punkte |
| ---- | ----------------- | ----------- | --------- | --------- | ------ |
| 1    | Sven Hannawald    | Deutschland | 134,5     | 128,0     | 270,0  |
| 2    | Adam Małysz       | Polen       | 124,0     | 123,5     | 247,0  |
| 3    | Martin Höllwarth  | Österreich  | 126,5     | 120,5     | 244,1  |
| 4    | Matti Hautamäki   | Finnland    | 120,5     | 124,5     | 240,5  |
| 5    | Martin Schmitt    | Deutschland | 122,5     | 121,0     | 238,3  |
| 6    | Andreas Widhölzl  | Österreich  | 124,0     | 119,0     | 237,9  |
| 7    | Waleri Kobelew    | Russland    | 124,0     | 119,0     | 234,9  |
| 8    | Robert Kranjec    | Slowenien   | 121,0     | 121,5     | 234,0  |
| 9    | Stephan Hocke     | Deutschland | 122,5     | 118,5     | 228,3  |
| 10   | Hideharu Miyahira | Japan       | 122,0     | 116,0     | 227,9  |

## Bischofshofen

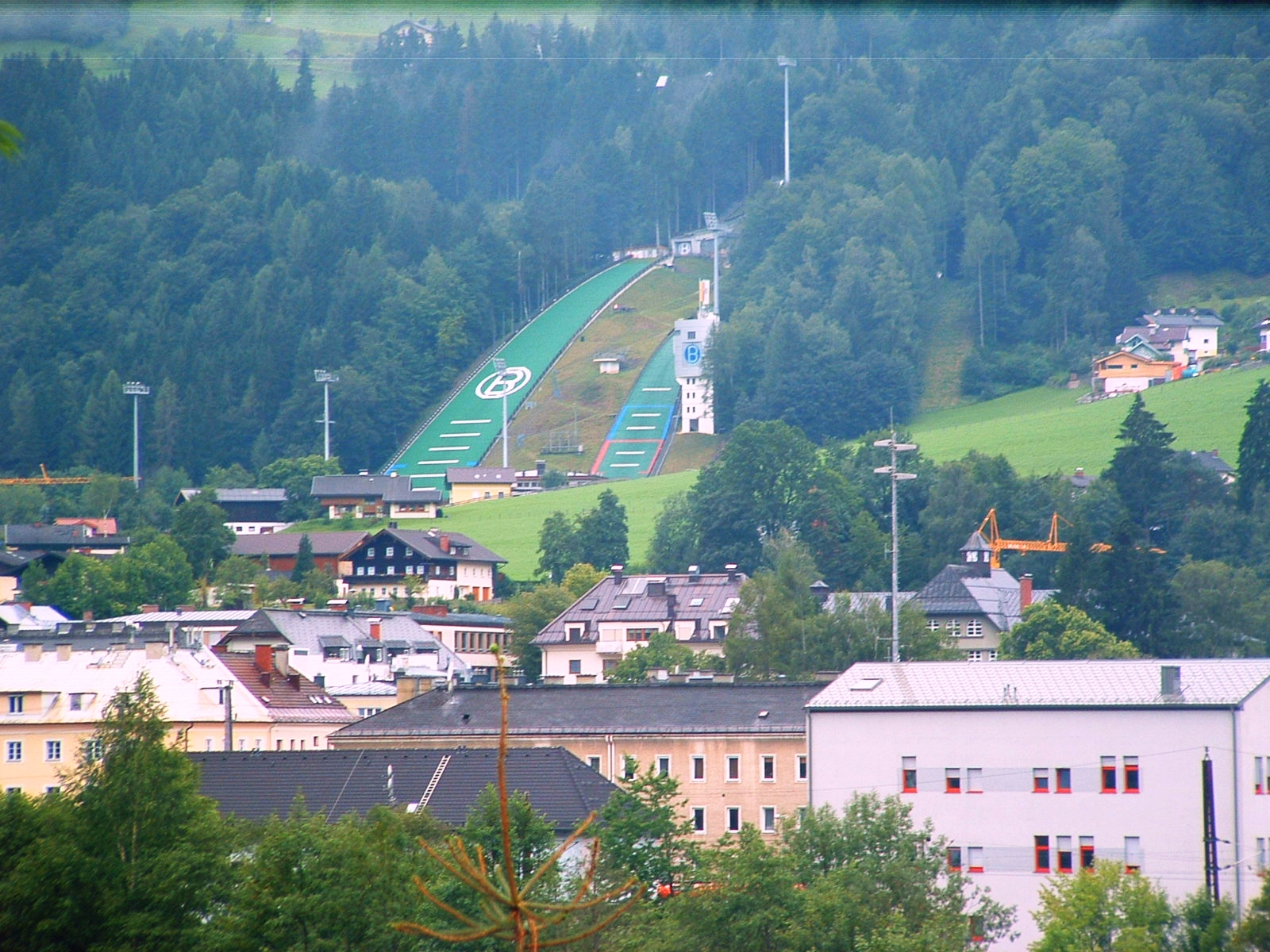
Die Schanze in Bischofshofen

- Datum: 6. Januar 2002
- Land:  Österreich

| Pos. | Springer           | Land               | 1. Sprung | 2. Sprung | Punkte |
| ---- | ------------------ | ------------------ | --------- | --------- | ------ |
| 1    | Sven Hannawald     | Deutschland        | 139,0     | 131,5     | 282,9  |
| 2    | Matti Hautamäki    | Finnland           | 134,0     | 131,5     | 280,4  |
| 3    | Martin Höllwarth   | Österreich         | 129,5     | 132,0     | 274,2  |
| 4    | Robert Kranjec     | Slowenien          | 134,5     | 124,0     | 266,8  |
| 5    | Martin Schmitt     | Deutschland        | 130,0     | 124,5     | 256,6  |
| 6    | Alan Alborn        | Vereinigte Staaten | 125,5     | 124,0     | 256,2  |
| 7    | Roberto Cecon      | Italien            | 129,0     | 122,0     | 247,8  |
| 8    | Peter Žonta        | Slowenien          | 129,5     | 120,0     | 247,6  |
| 9    | Adam Małysz        | Polen              | 122,5     | 122,5     | 241,0  |
| 10   | Andreas Goldberger | Österreich         | 124,0     | 121,5     | 240,9  |

## Gesamtstand
| Rang | Name               | Nation             | Gesamt- wertung | Oberst- dorf | Garmisch- Partenk. | Inns- bruck | Bischofs- hofen |
| ---- | ------------------ | ------------------ | --------------- | ------------ | ------------------ | ----------- | --------------- |
| 1    | Sven Hannawald     | Deutschland        | 1077,6          | 260,2 / 01.  | 264,5 / 01.        | 270,0 / 01. | 282,9 / 01.     |
| 2    | Matti Hautamäki    | Finnland           | 1021,0          | 248,1 / 04.  | 252,0 / 06.        | 240,5 / 04. | 280,4 / 02.     |
| 3    | Martin Höllwarth   | Österreich         | 1015,8          | 252,2 / 02.  | 245,3 / 07.        | 244,1 / 03. | 274,2 / 03.     |
| 4    | Adam Małysz        | Polen              | 0992,8          | 245,1 / 05.  | 259,7 / 03.        | 247,0 / 02. | 241,0 / 09.     |
| 5    | Andreas Widhölzl   | Österreich         | 0980,4          | 239,7 / 06.  | 262,8 / 02.        | 237,9 / 06. | 240,0 / 12.     |
| 6    | Simon Ammann       | Schweiz            | 0961,4          | 248,7 / 03.  | 253.9 / 05.        | 227,4 / 11. | 231,4 / 15.     |
| 7    | Martin Schmitt     | Deutschland        | 0957,5          | 219,3 / 19.  | 243,3 / 08.        | 238,3 / 05. | 256,6 / 05.     |
| 8    | Risto Jussilainen  | Finnland           | 0923,6          | 239,3 / 07.  | 229.3 / 20.        | 220,8 / 15. | 234,2 / 13.     |
| 9    | Andreas Goldberger | Österreich         | 0918,5          | 232,4 / 10.  | 227,8 / 22.        | 217,4 / 17. | 240,9 / 10.     |
| 10   | Stephan Hocke      | Deutschland        | 0914,5          | 218,4 / 21.  | 237,8 / 11.        | 228,3 / 09. | 230,0 / 17.     |
| 11   | Peter Žonta        | Slowenien          | 0911,0          | 220,6 / 18.  | 234,3 / 17.        | 208,5 / 24. | 247,6 / 08.     |
| 12   | Stefan Horngacher  | Österreich         | 0901,0          | 222,6 / 17.  | 234,3 / 17.        | 211,2 / 21. | 232.9 / 14.     |
| 13   | Primož Peterka     | Slowenien          | 0900,0          | 224,5 / 15.  | 232,7 / 19.        | 216,7 / 18. | 226,1 / 18.     |
| 14   | Alan Alborn        | Vereinigte Staaten | 0889,5          | 212,7 / 25.  | 224,4 / 24.        | 196,2 / 29. | 256,2 / 06.     |
| 15   | Georg Späth        | Deutschland        | 0886,1          | 232,7 / 09.  | 224,1 / 25.        | 222,1 / 14. | 207,2 / 25.     |